# British Academy Television Awards de 2012
O British Academy Television Awards de 2012 (ou BAFTA TV Awards 2012) foi realizado em 27 de maio de 2012 no Royal Festival Hall em Londres. Os indicados foram anunciados em 24 de abril de 2012.

## Vencedores e indicados
Os vencedores estão em negrito.

### Melhor Ator
Dominic West - Appropriate Adult (ITV)
- Benedict Cumberbatch - Sherlock (BBC One)
- Joseph Gilgun - This Is England '88 (Channel 4)
- John Simm - Exile (BBC One)

### Melhor Atriz
Emily Watson - Appropriate Adult (ITV)
- Romola Garai - Pétala Escarlate, Flor Branca (BBC Two)
- Nadine Marshall - Random (Channel 4)
- Vicky McClure - This Is England '88 (Channel 4)

### Melhor Ator Coadjuvante
Andrew Scott - Sherlock (BBC One)
- Martin Freeman - Sherlock (BBC One)
- Joseph Mawle - Birdsong (BBC One)
- Stephen Rea - The Shadow Line (BBC Two)

### Melhor Atriz Coadjuvante
Monica Dolan - Appropriate Adult (ITV)
- Anna Chancellor - The Hour (BBC Two)
- Miranda Hart - Call the Midwife (BBC One)
- Maggie Smith - Downton Abbey (ITV)

### Melhor Performance de Entretenimento
Graham Norton - The Graham Norton Show (BBC One)
- Alan Carr - Alan Carr: Chatty Man (Channel 4)
- Harry Hill - Harry Hill's TV Burp (ITV)
- Dara Ó Briain - Mock the Week (BBC Two)

### Melhor Atriz de Comédia
Jennifer Saunders - Absolutely Fabulous (BBC One)
- Olivia Colman - Dois Mil e Doze (BBC Four)
- Tamsin Greig - Friday Night Dinner (Channel 4)
- Ruth Jones - Stella (Sky One)

### Melhor Ator de Comédia
Darren Boyd - Spy (Sky One)
- Hugh Bonneville - Dois Mil e Doze (BBC Four)
- Tom Hollander - Rev. (BBC Two)
- Brendan O'Carroll -  Mrs. Brown's Boys  (BBC One)

### Melhor Drama Único
Random (Channel 4)
- Holy Flying Circus (BBC Four)
- Page Eight (BBC Two)
- Stolen (BBC One)

### Melhor Minissérie
This Is England '88 (Channel 4)
- Appropriate Adult (ITV)
- The Crimson Petal and the White (BBC Two)
- Top Boy (Channel 4)

### Melhor Série Dramática
The Fades (BBC Three)
- Misfits (E4)
- Scott and Bailey (ITV)
- Dupla Identidade (BBC)

### Melhor Novela e Drama Continuado
Coronation Street (ITV)
- EastEnders (BBC One)
- Holby City (BBC One)
- Shameless (Channel 4)

### Melhor Programa Internacional
Borgen (BBC Four)
- The Killing (BBC Four)
- Modern Family (Sky One)
- The Slap (BBC Four)

### Melhor Série de Fatos
Our War (BBC Three)
- The Choir: Military Wives (BBC Two)
- Educating Essex (Channel 4)
- Protecting Our Children: Damned If We Do, Damned If We Don't (BBC Two)

### Melhor Especialista em Fatos
Mummifying Alan: Egypt’s Last Secret (Channel 4)
- British Masters (BBC Four)
- Frozen Planet (BBC One)
- Wonders of the Universe (BBC Two)

### Melhor Documentário
Terry Pratchett: Choosing to Die (BBC Two)
- 9/11: The Day That Changed the World (ITV)
- The Fight of Their Lives (ITV)
- We Need To Talk About Dad (Channel 4)

### Melhor Participação
The Great British Bake Off (BBC Two)
- DIY SOS: The Big Build (BBC One)
- Hairy Bikers' Meals on Wheels (BBC Two)
- Timothy Spall: Back at Sea (BBC Four)

### Melhor Reality Show
Young Apprentice (BBC One)
- Um Turista Idiota (Sky One)
- Don't Tell the Bride (BBC Three)
- Made In Chelsea (E4)

### Melhores Assuntos Atuais
Undercover Care: The Abuse Exposed (BBC One)
- Bahrain: Shouting in the Dark (Al Jazeera English)
- Sri Lanka's Killing Fields (Channel 4)
- The Truth About Adoption (BBC One)

### Melhor Cobertura Jornalística
Channel 4 News: Japan Earthquake (Channel 4)
- BBC News at Ten: Siege of Homs (BBC One)
- ITV News at Ten: Battle of Misrata (ITV)
- Sky News: Libya Rebel Convoy – Live (Sky News)

### Melhor Esporte e evento ao vivo
O Casamento Real (BBC One)
- O casamento de Frankenstein: Ao vivo em Leeds (BBC Three)
- Copa do Mundo de Rugby 2011 (ITV)
- Tour de France de 2011 (ITV4)

### Melhor Nova Mídia
Psychoville (BBC Online)
- Autumnwatch (BBC Online)
- The Bank Job (Channel4.com)
- Misfits (E4.com)

### Melhor Programa de Entretenimento
Derren Brown: The Experiments (Channel 4)
- Celebrity Juice (ITV2)
- Harry Hill's TV Burp (ITV)
- Michael McIntyre’s Christmas Comedy Roadshow (BBC One)

### Melhor Comédia (Programa ou Série)
Stewart Lee's Comedy Vehicle (BBC Two)
- Charlie Brooker’s 2011 Wipe (BBC Four)
- Comic Strip: The Hunt for Tony Blair (Channel 4)
- The Cricklewood Greats (BBC Four)

### Melhor Comédia Roteirizada
Mrs. Brown's Boys (BBC One)
- Fresh Meat (Channel 4)
- Friday Night Dinner (Channel 4)
- Rev (BBC Two)

### Prêmio do Público YouTube
Celebrity Juice (ITV2)
- Educating Essex (Channel 4)
- Fresh Meat (Channel 4)
- Frozen Planet (BBC One)
- Sherlock (BBC One)
- The Great British Bake Off (BBC Two)

### BAFTA Fellowship
- Rolf Harris

### Prêmio Especial
- Steven Moffat